# Mãos Sangrentas
Mãos Sangrentas é um filme brasileiro, realizado em 1954, em preto e branco, dirigido pelo argentino Carlos Hugo Christensen e produzido pela Cinematográfica Maristela.

## Sinopse
No presídio da Ilha Anchieta, os detentos se rebelam, dominam a situação, mas muitos morrem. Um dos únicos que consegue fugir se encontra com uma prostituta e resolve contar a ela sua história e como foi parar no presídio.
O enredo é baseado em um fato verídico ocorrido em 1952, conhecido como rebelião da Ilha Anchieta.

## Elenco
- Arturo de Córdova...Adriano
- Carlos Cotrim...Tigre
- Jackson de Souza...Carioca
- Tônia Carrero...cantora
- Sadi Cabral....senador
- Oswaldo Louzada...Goma
- Ramiro Magalhães...Bacana
- Sérgio Alvarez
- Dionísio Azevedo
- Lizette Barros...esposa do diretor do presídio
- Edson V. Boas
- Carambola...Negro
- Vicente Costa
- Costinha
- Cirillo Dacosta
- Maurício Dias
- Claudiano Filho...Urubu
- Wilton Franco...tenente
- Al Ghiu
- Heloísa Helena...esposa do chefe da disciplina
- Milton Leal...Passarinho
- Allan Lima
- Armando Louzada
- Jurema Magalhães
- Milton Marcos
- Gilberto Martinho...Cachorro
- Antônia Marzullo...mãe do Adriano
- Lídia Mattos...professora
- Rodolfo Mayer
- Arnaldo Montel...cabo
- Paulo Montel
- Agostinho Pereira
- José Policena...diretor do presídio
- Manuel Pêra...chefe da disciplina
- Aureliano Santos
- Aurélio Teixeira
- João Zacarias...Sargento Dimas
- Fernanda Montenegro

## Prêmios, indicações e festivais
- O ator Gilberto Martinho recebeu o prêmio Saci e o prêmio Governador do Estado como melhor ator coadjuvante.
- O filme representou o país no Festival de Veneza de 1956.